# 爆竜戦隊アバレンジャー/We are the ONE 〜僕らはひとつ〜
「爆竜戦隊アバレンジャー/We are the ONE 〜僕らはひとつ〜」（ばくりゅうせんたいアバレンジャー/ウィー・アー・ザ・ワン ぼくらはひとつ）は、遠藤正明の5枚目、および串田アキラのシングル。2003年3月1日にコロムビアミュージックエンタテインメントから発売された。

## 概要
テレビ朝日系特撮テレビドラマ『爆竜戦隊アバレンジャー』の主題歌を収録したシングル。「爆竜戦隊アバレンジャー」はオープニング、「We are the ONE 〜僕らはひとつ〜」はエンディングテーマとしてそれぞれ使用された。
「爆竜戦隊アバレンジャー」はボーカルを本作品が戦隊主題歌の初登板となる遠藤正明が担当した。作曲・ギターパート担当の岩崎は本作品を皮切りに、その後の戦隊シリーズの作曲に多数携わるようになった。また『超力戦隊オーレンジャー』の挿入歌等を手掛けていたアレンジャー・京田誠一が久々に戦隊シリーズに復帰、本作品から5作品連続でオープニング主題歌のアレンジを手掛けた。
「We are the ONE 〜僕らはひとつ〜」は、TVサイズの曲としては『超力戦隊オーレンジャー』の「緊急発進!! オーレンジャー」以来、レギュラーで使用されたエンディング用の歌曲に久々に歌詞に戦隊名が入るようになった。
2019年1月27日にNHK総合で放送された『NHKのど自慢』（茨城県 結城市）では、「爆竜戦隊アバレンジャー」の主題歌を歌った25歳の男性会社員が今週のチャンピオンに選ばれ、同番組において特撮ソングが今週のチャンピオンに選ばれるという極めて珍しい回となった。

## 収録曲
（全作詞：吉元由美、編曲：京田誠一）
1. 爆竜戦隊アバレンジャー [4:17]
歌：遠藤正明
作曲：岩崎貴文
1・2・4・11・24・30・41・43・50話では挿入歌として、9・10・16・27・31話ではインストゥルメンタル版が使用された。
2. We are the ONE 〜僕らはひとつ〜 [4:14]
歌：串田アキラ・森の木児童合唱団
作曲：小杉保夫
13・45話では挿入歌として使用された。
3. 爆竜戦隊アバレンジャー（オリジナル・カラオケ）
4. We are the ONE 〜僕らはひとつ〜（オリジナル・カラオケ）